# Districte de Nander
El districte de Nander o Nanded o Nandair (marathi नांदेड जिल्हा) és una divisió administrativa de Maharashtra, regió de Marathawada, amb capital a Nander (Nanded o Nandair). la superfície del districte és de 10.502 km² i la població al cens de 2001 era de 2.876.259 habitants.

## Administració
Administrativament està format per 3 subdivisions i 16 tehsils:
- Nanded 
  - 1. Nanded
  - 2. Kandhar
  - 3. Loha
  - 4. Bokhar
  - 5. Mudkhed
  - 6. Umri
  - 7. Ardhapur
- Degloor
  - 8. Degloor
  - 9. Biloli
- 10. Naigaon
- 11. Mudkhed
- 12. Dharmabad
- Kinwat 
  - 13.Kinwat
  - 14. Mahur
  - 15.Hadgaon
  - 16. Himayatnagar

En total hi ha 1.546 pobles (1572 comptant els no habitats), 457 Talathi Sajja, 16 Panchyat Samiti, i 1.313 Gram Panchayats. Els municipis són 11 més la corporació municipal de Nanded:
- Mudkhed
- Kinwat
- Hadgaon
- Umari
- Deglur
- Mukhed
- Kandhar
- Loha
- Biloli
- Dharmabad
- Kondalwadi

## Història
Fou part dels regnes Chalukya i Yadava. Es creu que Nander era el fort de Nanagiri dels primers kakatiyes. Al principi del segle xiv el fort fou conquerit per Ala al-Din Muhammad Shah I Khalji (1296-1316) i mig segle després fou part del sultanat bahmànida; al final del segle xv va passar al sultanat de Golconda, sorgit de l'estat bahmànida, i amb aquest sultanat va passar a l'Imperi Mogol el 1687. El 1724 va quedar en poder del Nizam al-Mulk i fou en endavant part de l'estat d'Hyderabad fins a la seva conquesta militar per l'Índia el 1948.
Des del segle xix fou una divisió administrativa del principat d'Hyderabad amb una superfície de 8.674 km². Les muntanyes principals eren les muntanyes Bhag o Thanavari, i els rius principals el Godavari (amb els seus tributaris el Manjra, el Siddha i el Ashna), el Penganga, el Lendi i el Manar. La capital era Nander o Nanded (Nandair). El districte tenia 1.174 pobles incloent els jagirs. La població era:
- 1881: 636.023
- 1891: 632.522
- 1901: 503.684 (baixada per la fam de 1899-1900)

Les ciutats principals eren la capital Nander (Nandair), Bhaisa, Deglur i Mukher. El 89% de la població era hindú i el 10% musulmans; el 70% parlava marathi i 14% telugu. Administrativament estava format per un jagir i un paigah, i set talukes:
- Osmannagar
- Hadgaon
- Bhaisa
- Biloli
- Deglur
- Kandahar
- Nander

El 1905 la taluka de Mudhol fou traslladada a aquest districte des del districte de Nizamabad i unida a la de Bhaisa amb el nom de Mudhol; Osmanagar fou suprimida i repartida entre Bilili i Kandahar; la part nor de Nander fou agregada en part al districte de Parbhani i en part a les talukes d'Hadgaon i Mudhol. Així va quedar amb tres subdivisions i sis talukes:
- Subdivisió Primera (sota un talukdar de tercera classe)
  - Kandahar
  - Nander
- Subdivisió Segona (sota un talukdar de segona classe)
  - Biloli
  - Deglur
- Subdivisió Tercera (sota un talukdar de segona classe)
  - Hadgaon
  - Mudhol

Un primer talukdar que era també cap de policia supervisava els altres. Cada taluka tenia al front un tahsildar. La taluka de Nander tenia 1800 km² i una població de 102.015 habitants el 1901 (131.040 el 1891) amb capital a Nander (14.184 habitants el 1901) i 276 pobles (26 en jagir)
Les castes principals eren els kunbis o kapus, kolis, vanis, komatis, dhangars, mahars, mangs i bramans. El 65% de la població vivia de l'agricultura.

## Llocs interessants
- Tombes de sants musalmans a Kandahar i Nander
- Fort de Nander
- Fort de Kandahar erigit suposadament el segle IV per Somadeva, raja de Kandahar, connectat potser amb Khrishna III raja rashtrakuta de Malkhed titulat senyor de Kandharapura
- Gurudwara de Nander on està enterrat Guru Gowind
- Dues mesquites a Nander
- Antic temple de Ganda Maharaj a Deglur
- Temple de Bhaisa d'estil hemadpanti